# アイボリット先生

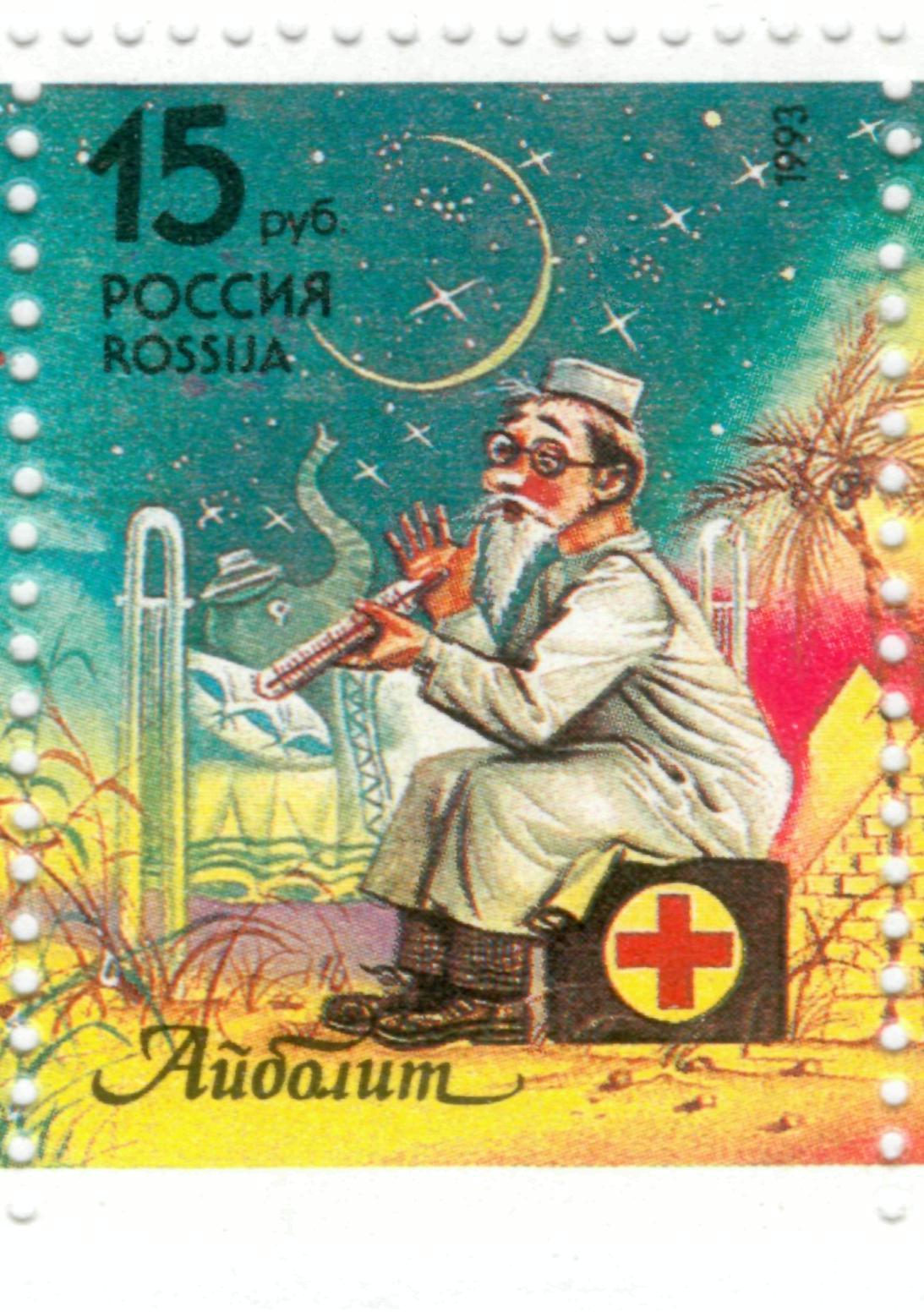
アイボリット先生を描いたロシアの15ルーブル切手（1993年発行）

アイボリット先生（アイボリットせんせい、露：Доктор Айболит, 英：Doctor Aybolit）はロシア（旧ソビエト連邦）の小説家、コルネイ・チュコフスキーの作品群に登場する架空の医師。
絵本『バルマレイ』（Бармалей、1925年）が初出で以後、絵本『アイボリット』（Айболит、1929年）、絵本を基にした児童文学作品『アイボリット先生』（Доктор Айболит、1936年）、絵本『バルマレイの優勢!』（Одолеем Бармалея!、1942年）に、いずれも悪役の山賊・バルマレイと共に登場した。

## 概要

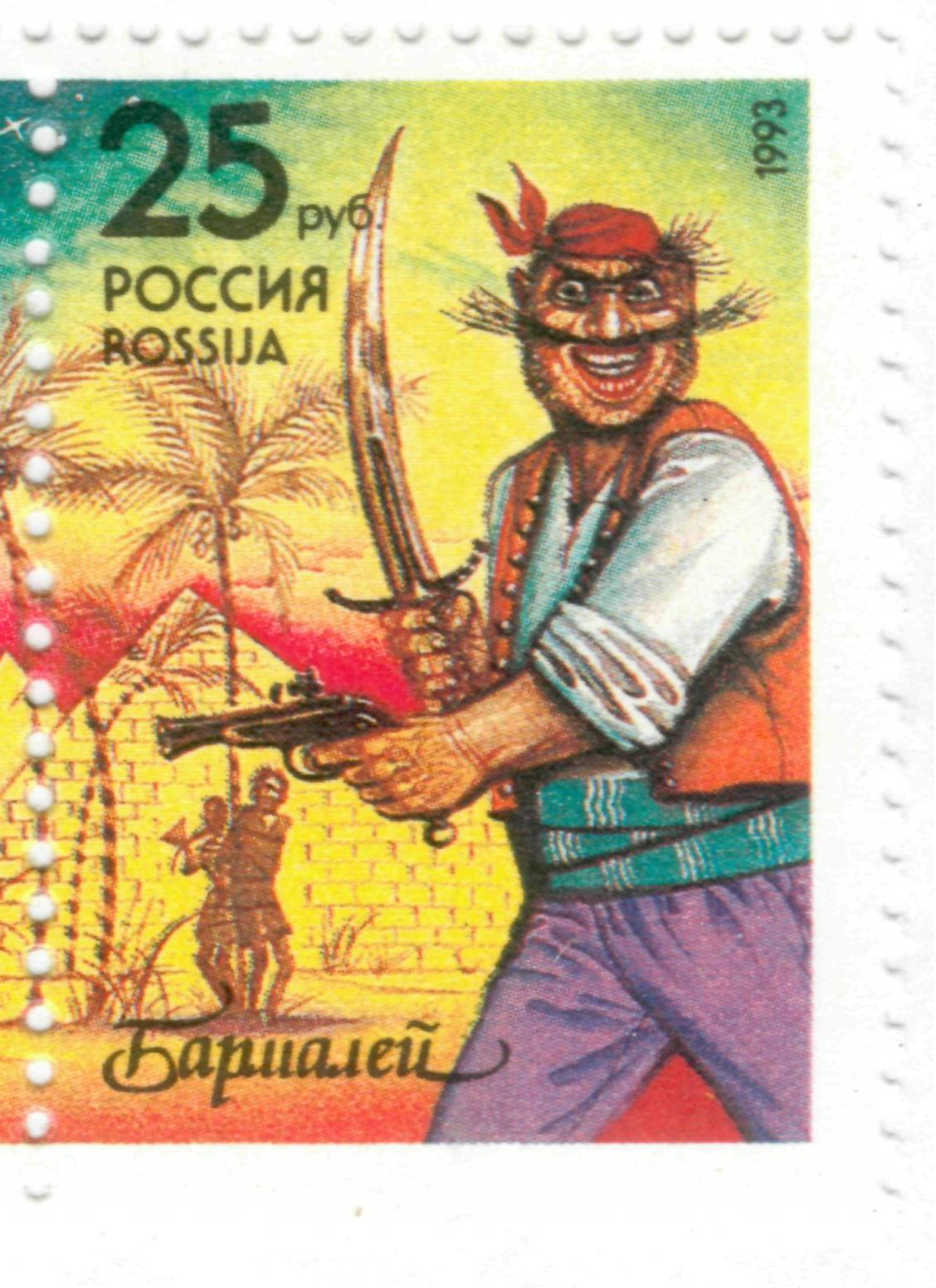
バルマレイを描いたロシアの25ルーブル切手（1993年発行）

アイボリット先生のキャラクターはアメリカ合衆国で活動したイギリス出身の児童文学作家、ヒュー・ロフティングの『ドリトル先生』シリーズの主人公、ジョン・ドリトルを基にチュコフスキーが翻案したものであることがよく知られている。本作のように外国作品を翻案した旧ソビエトの児童文学作品としては他にカルロ・コッローディ『ピノッキオの冒険』を翻案したアレクセイ・N・トルストイの『ブラティーノ』や、ライマン・フランク・ボーム『オズの魔法使い』を翻案したアレクサンドル・ヴォルコフの『エメラルドシティの魔法使い』などが存在する。
アイボリット先生と『ドリトル先生』の主な共通点としては主人公が動物と話せる医師であること、猿の間に流行する伝染病を治療する為にアフリカへ渡航すること、伝染病を終息させたお礼に頭を2つ持った有蹄類のテャーニ・トルカイ（тяни-толкай）を贈られることなどが挙げられるが、キャラクター造形はシルクハットがトレードマークで肥満体のドリトル先生とは似ても似つかず眼鏡に白衣、そして白いあごひげがアイボリット先生のトレードマークとなっている。名前の由来となったロシア語の"Ай, болит!"（アイ、バリート!）という感動詞は英語の"ouch!"（アウチ!）と同じ意味で、日本語の「あ痛っ!」に相当するニュアンスである。また、悪役である山賊のバルマレイ（Бармалей）は、ロシアにおける「悪党」のステレオタイプ形成に大きく寄与したキャラクターとして知られている。

### 日本における紹介
日本では1冊目と2冊目の絵本が複数社より刊行されているが、現在はいずれも絶版となっている。
- 『バルマレイ』（1925年）より
  - おおわるもののバルマレイ 訳：宮川やすえ、画：マイ・ミトゥリッチ らくだ出版・世界の絵本シリーズ〈ソ連編 7〉 1974年12月刊 ISBN 4-89777-020-3
- 『アイボリット』（1929年）、または『アイボリット先生』（1936年）より
  - あいばりっとせんせい 画：北田卓史 学研『よいこのくに』1970年3月号
  - あいたたせんせい 訳：松谷さやか、画：安泰 フレーベル館・キンダーおはなしえほん 1976年11月刊 ISBN 4-577-00209-4
  - アいたた先生 訳：樹下節、画：V・ステーエフ他 理論社・ソビエト絵本傑作シリーズ 1977年3月刊 ISBN 4-652-02509-2
  - なおしてなおしたせんせい─もりのおいしゃさん 訳：佐伯靖子、画：マイヤ・カルマ フレーベル館・キンダーおはなしえほん 1985年1月刊 ISBN 4-577-00542-5

## 映像化作品
1938年、旧ソビエトにおいて"Доктор Айболит"（ドクトル・アイボリット）の表題で映画化されたのが最初の映像化作品である。1966年には"Айболит-66"（アイボリート-66）の表題で再び映画化され、ボリス・チャイコフスキーが作曲を手掛けた。
1973年にはアニメーション"Айболит и Бармалей"（アイボリットとバルマレイ）が製作されている。